# Alfredo Riccitiello
Alfredo Riccitiello (Napoli, 18 marzo 1989) è un pallanuotista italiano, attaccante del Napoli Lions.

## Carriera

### Club
Cresciuto nelle giovanili del Posillipo, dopo aver preso parte ai campionati juniores e allievi, viene mandato in prestito ad alcune formazioni di Serie A2. Nella stagione 2007-2008 gioca con il Rari Nantes Napoli, poi nel settembre 2008 viene mandato in prestito all'Acquachiara. Rientrato a Posillipo conquista con la formazione under-20 il titolo italiano nel 2009. Il 10 aprile 2010 mette a segno la sua prima rete in Serie A1 nella partita tra il Posillipo e il Sori. Conclude la stagione con 7 presenze (e 2 reti) in campionato, 6 presenze nelle coppe europee e un'apparizione in Coppa Italia. Nella stagione 2010-2011 passa alla Canottieri Napoli militante in Serie A2. Per la stagione 2012-2013 torna a vestire la calottina del Posillipo in Serie A1.

### Nazionale
Con la Nazionale italiana Under-20 ha preso parte ai campionati europei di categoria disputati tra il 20 al 27 settembre 2009 a Chania in Grecia.